# Sebastian Lander
Sebastian Lander (Køge, 11 de marzo de 1991) es un ciclista profesional danés.

## Palmarés
2010
- 1 etapa de la Coupe des Nations Ville Saguenay

2012
- 1 etapa de la Coupe des Nations Ville Saguenay
- Campeonato de Dinamarca en Ruta

## Resultados en las Grandes Vueltas y Campeonatos del Mundo
| Carrera         | 2010 | 2011 | 2012 | 2013 | 2014 | 2015 | 2016 | 2017 | 2018 |
| --------------- | ---- | ---- | ---- | ---- | ---- | ---- | ---- | ---- | ---- |
| Giro de Italia  | -    | -    | -    | -    | -    | -    | -    | -    | -    |
| Tour de Francia | -    | -    | -    | -    | -    | -    | -    | -    | -    |
| Vuelta a España | -    | -    | -    | Ab.  | -    | -    | -    | -    | -    |
| Mundial en Ruta | -    | -    | -    | -    | -    | -    | -    | -    | -    |

-: no participa 

Ab.: abandono

## Equipos
- Team Concordia Forsikring-Himmerland (2010-2011)
- Glud & Marstrand-LRØ (2012)
- BMC Racing Team (2013-2014)
- Team Tre For-Blue Water (2015)
- One Pro Cycling (2016)
- GM Europa Ovini (2017)
- Riwal CeramicSpeed[1] (2018)